# Magyarkapusi református templom
A magyarkapusi református templom műemlékké nyilvánított templom Romániában, Kolozs megyében. A romániai műemlékek jegyzékében az CJ-II-m-B-07547 sorszámon szerepel.

## Története
A templom építését a szakirodalom a 13. századra teszi, de ebből az időszakból csak egy faragott kapu, egy félköríves ablak és a nyugati fal sarokkövei maradtak fenn. A 17–18. századi átépítés során kazettás mennyezettel és festett bútorokkal látták el. Tornya az 1844–45-ös újjáépítés során épült; ekkor bontották el a középkori szentélyt és a haranglábat, a kazettás mennyezetet is lecserélték.
2006-ban fejeződött be a templom újabb felújítása, amelynek során restaurálták az eredeti famennyezetből megmaradt 24 táblát, és ismét a mennyezeten helyezték el. 